# Larry Hennessy
Lawrence E. « Larry » Hennessy, né le 20 mai 1929, à Nouvelle-Rochelle, dans l'État de New York, décédé le 20 août 2008, à Williamsburg, en Virginie, est un ancien joueur américain de basket-ball. Il évolue durant sa carrière au poste d'arrière.

## Palmarès
- Champion NBA 1956